# Doug Sandom
Doug Sandom (26. února 1930 – 27. února 2019) byl britský bubeník, který byl původním bubeníkem britské rockové kapely The Who. V jejich začátcích, když hráli jako The Detours (kolem roku 1962) se Sandom, který byl zedníkem, ke kapele připojil. Nicméně, zatímco ostatní členové kapely byli teenageři, Sandomovi bylo už přes třicet let. Tento věkový rozdíl měl za následek, že se stal v kapele outsiderem. Také jeho manželka byla proti tomu, aby byl do pozdních hodin mimo domov.
V roce 1964 přišli na to, že existuje i jiná kapela, která se jmenuje The Detours. 14. února 1964 se přejmenovali na The Who.
Na začátku roku 1964 si kapela zajistila konkurz u Fontana Records, ale neuspěla. Producentovi hudebního vydavatelství Chrisi Parmeinterovi se nelíbila Sandomova hra na bicí. Kytarista kapely, Pete Townshend, vyslovil podobný názor a navrhl ostatním členům kapely, Rogeru Daltreymu a Johnu Entwistlovi, aby Sandom kapelu opustil. Ten dostal měsíční výpověď a z kapely odešel v dubnu.